# Spéléométrie de la France

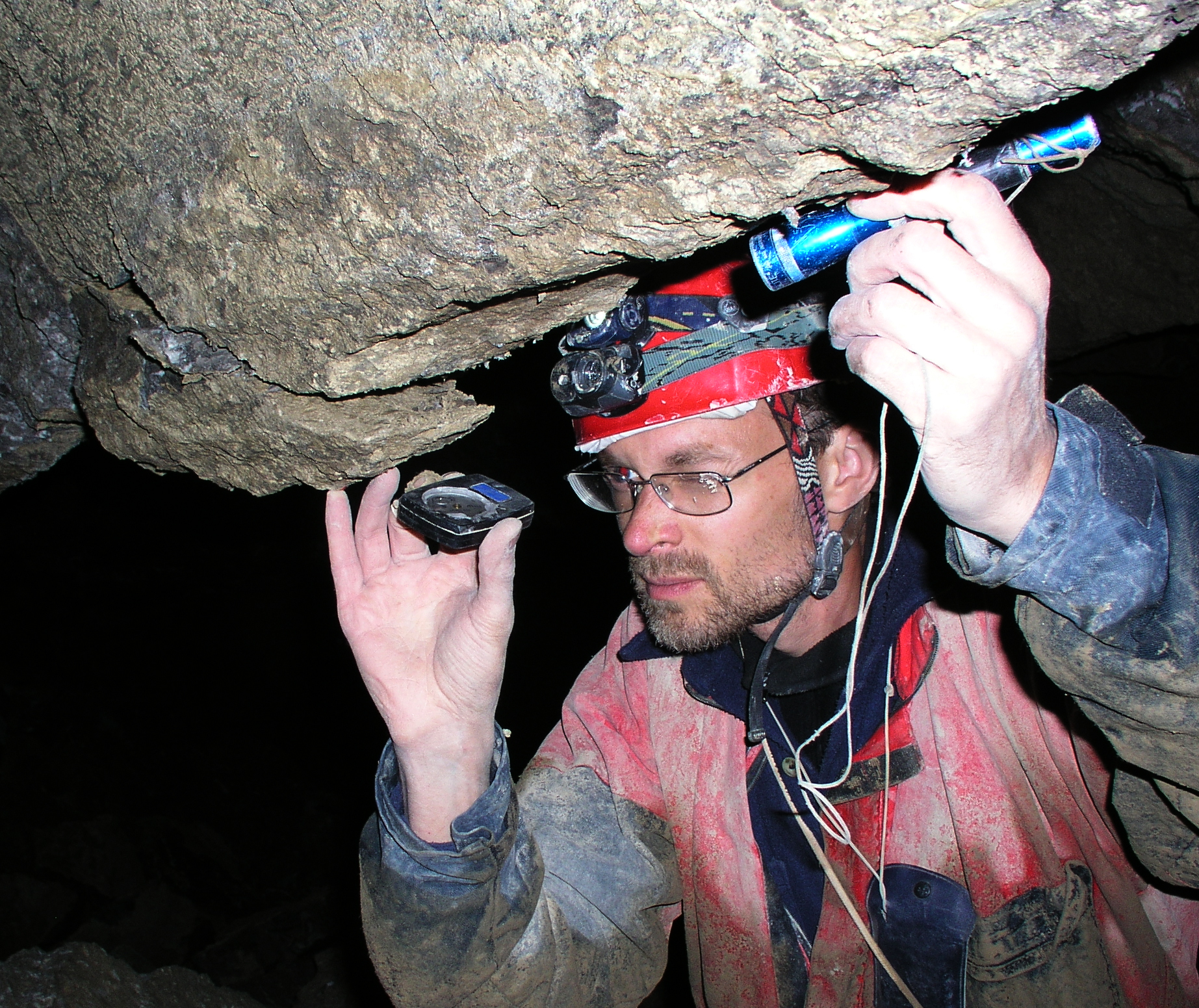
Relevé topographique dans la grotte des Chamois, Alpes-de-Haute-Provence, France.

La page Spéléométrie de la France a pour but de faciliter l'accès aux listes spéléométriques des départements français. 
On trouvera surtout des liens vers les listes spéléométriques des départements français classés par ordre alphabétique. Il s'agit d'une page intermédiaire qui s'intercale entre un article général intitulé Spéléométrie et les deux listes (développement et dénivellation) des cavités naturelles les plus longues et les plus profondes de la France, d'une part, et toutes les autres listes départementales, d'autre part. 

## Listes nationales
- Liste des cavités naturelles les plus longues de la France
- Liste des cavités naturelles les plus profondes de la France

## Listes par département, territoire ou collectivité
A

Carte des départements français et divisions territoriales assimilées.

La France et ses territoires d'outre-mer.

- Liste des cavités naturelles les plus longues de l'Ain
- Liste des cavités naturelles les plus profondes de l'Ain
- Liste des cavités naturelles les plus longues de l'Aisne
- Liste des cavités naturelles les plus profondes de l'Aisne
- Liste des cavités naturelles les plus longues de l'Allier
- Liste des cavités naturelles les plus longues des Alpes-de-Haute-Provence
- Liste des cavités naturelles les plus profondes des Alpes-de-Haute-Provence
- Liste des cavités naturelles les plus longues des Alpes-Maritimes
- Liste des cavités naturelles les plus profondes des Alpes-Maritimes
- Liste des cavités naturelles les plus longues de l'Ardèche
- Liste des cavités naturelles les plus profondes de l'Ardèche
- Liste des cavités naturelles les plus longues des Ardennes
- Liste des cavités naturelles les plus longues de l'Ariège
- Liste des cavités naturelles les plus profondes de l'Ariège
- Liste des cavités naturelles les plus longues de l'Aube
- Liste des cavités naturelles les plus longues de l'Aude
- Liste des cavités naturelles les plus profondes de l'Aude
- Liste des cavités naturelles les plus longues de l'Aveyron
- Liste des cavités naturelles les plus profondes de l'Aveyron

B
- Liste des cavités naturelles les plus longues du Bas-Rhin
- Liste des cavités naturelles les plus longues des Bouches-du-Rhône
- Liste des cavités naturelles les plus profondes des Bouches-du-Rhône

C
- Liste des cavités naturelles les plus longues du Calvados
- Liste des cavités naturelles les plus longues du Cantal
- Liste des cavités naturelles les plus longues de la Charente
- Liste des cavités naturelles les plus profondes de la Charente
- Liste des cavités naturelles les plus longues de la Charente-Maritime
- Liste des cavités naturelles les plus profondes de la Charente-Maritime
- Liste des cavités naturelles les plus longues du Cher
- Liste des cavités naturelles les plus longues de la Corrèze
- Liste des cavités naturelles les plus profondes de la Corrèze
- Liste des cavités naturelles les plus longues de la Corse-du-Sud
- Liste des cavités naturelles les plus longues de la Côte-d'Or
- Liste des cavités naturelles les plus longues des Côtes-d'Armor
- Liste des cavités naturelles les plus longues de la Creuse

D
- Liste des cavités naturelles les plus longues des Deux-Sèvres
- Liste des cavités naturelles les plus longues de la Dordogne
- Liste des cavités naturelles les plus profondes de la Dordogne
- Liste des cavités naturelles les plus longues du Doubs
- Liste des cavités naturelles les plus profondes du Doubs
- Liste des cavités naturelles les plus longues de la Drôme
- Liste des cavités naturelles les plus profondes de la Drôme

E
- Liste des cavités naturelles les plus longues de l'Essonne
- Liste des cavités naturelles les plus longues de l'Eure
- Liste des cavités naturelles les plus longues d'Eure-et-Loir
- Liste des cavités naturelles les plus profondes d'Eure-et-Loir

F
- Liste des cavités naturelles les plus longues du Finistère

G
- Liste des cavités naturelles les plus longues du Gard
- Liste des cavités naturelles les plus profondes du Gard
- Liste des cavités naturelles les plus longues du Gers
- Liste des cavités naturelles les plus longues de la Gironde
- Liste des cavités naturelles les plus profondes de la Gironde
- Liste des cavités naturelles les plus longues de la Guadeloupe
- Liste des cavités naturelles les plus longues de la Guyane

H
- Liste des cavités naturelles les plus longues du Haut-Rhin
- Liste des cavités naturelles les plus longues de la Haute-Corse
- Liste des cavités naturelles les plus longues de la Haute-Garonne
- Liste des cavités naturelles les plus profondes de la Haute-Garonne
- Liste des cavités naturelles les plus longues de la Haute-Loire
- Liste des cavités naturelles les plus longues de la Haute-Marne
- Liste des cavités naturelles les plus profondes de la Haute-Marne
- Liste des cavités naturelles les plus longues de la Haute-Saône
- Liste des cavités naturelles les plus longues de la Haute-Savoie
- Liste des cavités naturelles les plus profondes de la Haute-Savoie
- Liste des cavités naturelles les plus longues de la Haute-Vienne
- Liste des cavités naturelles les plus longues des Hautes-Alpes
- Liste des cavités naturelles les plus profondes des Hautes-Alpes
- Liste des cavités naturelles les plus longues des Hautes-Pyrénées
- Liste des cavités naturelles les plus profondes des Hautes-Pyrénées
- Liste des cavités naturelles les plus longues des Hauts-de-Seine
- Liste des cavités naturelles les plus longues de l'Hérault
- Liste des cavités naturelles les plus profondes de l'Hérault

I
- Liste des cavités naturelles les plus longues d'Ille-et-Vilaine
- Liste des cavités naturelles les plus longues de l'Indre
- Liste des cavités naturelles les plus longues d'Indre-et-Loire
- Liste des cavités naturelles les plus longues de l'Isère
- Liste des cavités naturelles les plus profondes de l'Isère

J
- Liste des cavités naturelles les plus longues du Jura
- Liste des cavités naturelles les plus profondes du Jura

L
- Liste des cavités naturelles les plus longues des Landes
- Liste des cavités naturelles les plus longues de Loir-et-Cher
- Liste des cavités naturelles les plus longues de la Loire
- Liste des cavités naturelles les plus longues de la Loire-Atlantique
- Liste des cavités naturelles les plus longues du Loiret
- Liste des cavités naturelles les plus profondes du Loiret
- Liste des cavités naturelles les plus longues du Lot
- Liste des cavités naturelles les plus profondes du Lot
- Liste des cavités naturelles les plus longues de Lot-et-Garonne
- Liste des cavités naturelles les plus longues de la Lozère
- Liste des cavités naturelles les plus profondes de la Lozère

M
- Liste des cavités naturelles les plus longues de Maine-et-Loire
- Liste des cavités naturelles les plus profondes de Maine-et-Loire
- Liste des cavités naturelles les plus longues de la Manche
- Liste des cavités naturelles les plus profondes de la Manche
- Liste des cavités naturelles les plus longues de la Marne
- Liste des cavités naturelles les plus profondes de la Marne
- Liste des cavités naturelles les plus longues de la Martinique
- Liste des cavités naturelles les plus longues de la Mayenne
- Liste des cavités naturelles les plus profondes de la Mayenne
- Liste des cavités naturelles les plus longues de Meurthe-et-Moselle
- Liste des cavités naturelles les plus profondes de Meurthe-et-Moselle
- Liste des cavités naturelles les plus longues de la Meuse
- Liste des cavités naturelles les plus profondes de la Meuse
- Liste des cavités naturelles les plus longues du Morbihan
- Liste des cavités naturelles les plus longues de la Moselle

N
- Liste des cavités naturelles les plus longues de la Nièvre
- Liste des cavités naturelles les plus longues du Nord
- Liste des cavités naturelles les plus longues de la Nouvelle-Calédonie

O
- Liste des cavités naturelles les plus longues de l'Oise
- Liste des cavités naturelles les plus longues de l'Orne

P
- Liste des cavités naturelles les plus longues du Pas-de-Calais
- Liste des cavités naturelles les plus longues de la Polynésie française
- Liste des cavités naturelles les plus longues du Puy-de-Dôme
- Liste des cavités naturelles les plus longues des Pyrénées-Atlantiques
- Liste des cavités naturelles les plus profondes des Pyrénées-Atlantiques
- Liste des cavités naturelles les plus longues des Pyrénées-Orientales
- Liste des cavités naturelles les plus profondes des Pyrénées-Orientales

R
- Liste des cavités naturelles les plus longues de La Réunion
- Liste des cavités naturelles les plus longues du Rhône

S
- Liste des cavités naturelles les plus longues de Saône-et-Loire
- Liste des cavités naturelles les plus longues de la Sarthe
- Liste des cavités naturelles les plus longues de la Savoie
- Liste des cavités naturelles les plus profondes de la Savoie
- Liste des cavités naturelles les plus longues de Seine-et-Marne
- Liste des cavités naturelles les plus longues de la Seine-Maritime
- Liste des cavités naturelles les plus profondes de la Seine-Maritime
- Liste des cavités naturelles les plus longues de la Seine-Saint-Denis
- Liste des cavités naturelles les plus longues de la Somme

T
- Liste des cavités naturelles les plus longues du Tarn
- Liste des cavités naturelles les plus profondes du Tarn
- Liste des cavités naturelles les plus longues de Tarn-et-Garonne
- Liste des cavités naturelles les plus profondes de Tarn-et-Garonne
- Liste des cavités naturelles les plus longues des Terres australes et antarctiques françaises
- Liste des cavités naturelles les plus longues du Territoire de Belfort

V
- Liste des cavités naturelles les plus longues du Val-d'Oise
- Liste des cavités naturelles les plus longues du Var
- Liste des cavités naturelles les plus profondes du Var
- Liste des cavités naturelles les plus longues de Vaucluse
- Liste des cavités naturelles les plus profondes de Vaucluse
- Liste des cavités naturelles les plus longues de la Vendée
- Liste des cavités naturelles les plus longues de la Vienne
- Liste des cavités naturelles les plus longues des Vosges

Y
- Liste des cavités naturelles les plus longues de l'Yonne
- Liste des cavités naturelles les plus profondes de l'Yonne
- Liste des cavités naturelles les plus longues des Yvelines

On peut également accéder aux listes à partir des numéros de départements français des circonscriptions administratives et des Pays et territoires d'outre-mer.

## Circonscriptions administratives et pays et territoires d'outre-mer
En France métropolitaine
- 01 : Ain - Longueur ; Profondeur
- 02 : Aisne - Longueur ; Profondeur
- 03 : Allier  - Longueur
- 04 : Alpes-de-Haute-Provence - Longueur ; Profondeur
- 05 : Hautes-Alpes - Longueur ; Profondeur
- 06 : Alpes-Maritimes - Longueur ; Profondeur
- 07 : Ardèche - Longueur ; Profondeur
- 08 : Ardennes - Longueur
- 09 : Ariège - Longueur ; Profondeur
- 10 : Aube - Longueur
- 11 : Aude - Longueur ; Profondeur
- 12 : Aveyron - Longueur ; Profondeur
- 13 : Bouches-du-Rhône - Longueur ; Profondeur
- 14 : Calvados - Longueur
- 15 : Cantal - Longueur
- 16 : Charente - Longueur ; Profondeur
- 17 : Charente-Maritime - Longueur
- 18 : Cher - Longueur
- 19 : Corrèze - Longueur ; Profondeur
- 2A : Corse-du-Sud - Longueur
- 2B : Haute-Corse - Longueur
- 21 : Côte-d'Or - Longueur
- 22 : Côtes-d'Armor - Longueur
- 23 : Creuse - Longueur
- 24 : Dordogne - Longueur ; Profondeur
- 25 : Doubs - Longueur ; Profondeur
- 26 : Drôme - Longueur ; Profondeur
- 27 : Eure - Longueur
- 28 : Eure-et-Loir - Longueur ; Profondeur
- 29 : Finistère - Longueur
- 30 : Gard - Longueur ; Profondeur
- 31 : Haute-Garonne - Longueur ; Profondeur
- 32 : Gers - Longueur
- 33 : Gironde - Longueur ; Profondeur
- 34 : Hérault - Longueur ; Profondeur
- 35 : Ille-et-Vilaine - Longueur
- 36 : Indre - Longueur
- 37 : Indre-et-Loire - Longueur
- 38 : Isère - Longueur ; Profondeur
- 39 : Jura - Longueur ; Profondeur
- 40 : Landes - Longueur
- 41 : Loir-et-Cher - Longueur
- 42 : Loire - Longueur
- 43 : Haute-Loire - Longueur
- 44 : Loire-Atlantique - Longueur
- 45 : Loiret - Longueur ; Profondeur
- 46 : Lot - Longueur ; Profondeur
- 47 : Lot-et-Garonne - Longueur
- 48 : Lozère - Longueur ; Profondeur
- 49 : Maine-et-Loire - Longueur ; Profondeur
- 50 : Manche - Longueur ; Profondeur
- 51 : Marne - Longueur ; Profondeur
- 52 : Haute-Marne - Longueur
- 53 : Mayenne - Longueur ; Profondeur
- 54 : Meurthe-et-Moselle - Longueur ; Profondeur
- 55 : Meuse - Longueur ; Profondeur
- 56 : Morbihan - Longueur
- 57 : Moselle - Longueur
- 58 : Nièvre - Longueur
- 59 : Nord - Longueur
- 60 : Oise - Longueur
- 61 : Orne - Longueur
- 62 : Pas-de-Calais - Longueur
- 63 : Puy-de-Dôme - Longueur
- 64 : Pyrénées-Atlantiques - Longueur ; Profondeur
- 65 : Hautes-Pyrénées - Longueur ; Profondeur
- 66 : Pyrénées-Orientales - Longueur ; Profondeur
- 67 : Bas-Rhin - Longueur
- 68 : Haut-Rhin - Longueur
- 69 : Rhône - Longueur
- 70 : Haute-Saône - Longueur
- 71 : Saône-et-Loire - Longueur
- 72 : Sarthe - Longueur
- 73 : Savoie - Longueur ; Profondeur
- 74 : Haute-Savoie - Longueur ; Profondeur
- 75 : Paris - Pas de Liste
- 76 : Seine-Maritime - Longueur ; Profondeur
- 77 : Seine-et-Marne - Longueur
- 78 : Yvelines - Longueur
- 79 : Deux-Sèvres - Longueur
- 80 : Somme - Longueur
- 81 : Tarn - Longueur ; Profondeur
- 82 : Tarn-et-Garonne - Longueur ; Profondeur
- 83 : Var - Longueur ; Profondeur
- 84 : Vaucluse - Longueur ; Profondeur
- 85 : Vendée - Longueur
- 86 : Vienne - Longueur
- 87 : Haute-Vienne - Longueur
- 88 : Vosges - Longueur
- 89 : Yonne - Longueur ; Profondeur
- 90 : Territoire de Belfort - Longueur
- 91 : Essonne - Longueur
- 92 : Hauts-de-Seine - Longueur
- 93 : Seine-Saint-Denis - Longueur
- 94 : Val-de-Marne - Pas de liste
- 95 : Val-d'Oise - Longueur

En outre-mer
- 971 : Guadeloupe - Longueur
- 972[1] : Martinique - Longueur
- 973[1] : Guyane - Longueur
- 974 : La Réunion - Longueur
- 976[1] : Mayotte - Pas de liste

Pays et territoires d'outre-mer
- 975 : Saint-Pierre-et-Miquelon - Pas de liste
- 977 : Saint-Barthélemy - Pas de liste
- 978 : Saint-Martin - Pas de liste
- 984 : TAAF - Longueur
- 986 : Wallis-et-Futuna - Pas de liste
- 987 : Polynésie française - Longueur
- 988 : Nouvelle-Calédonie - Longueur
- 989 : Clipperton - Pas de liste

## Illustrations

Différents relevés topographiques dans des grottes de France
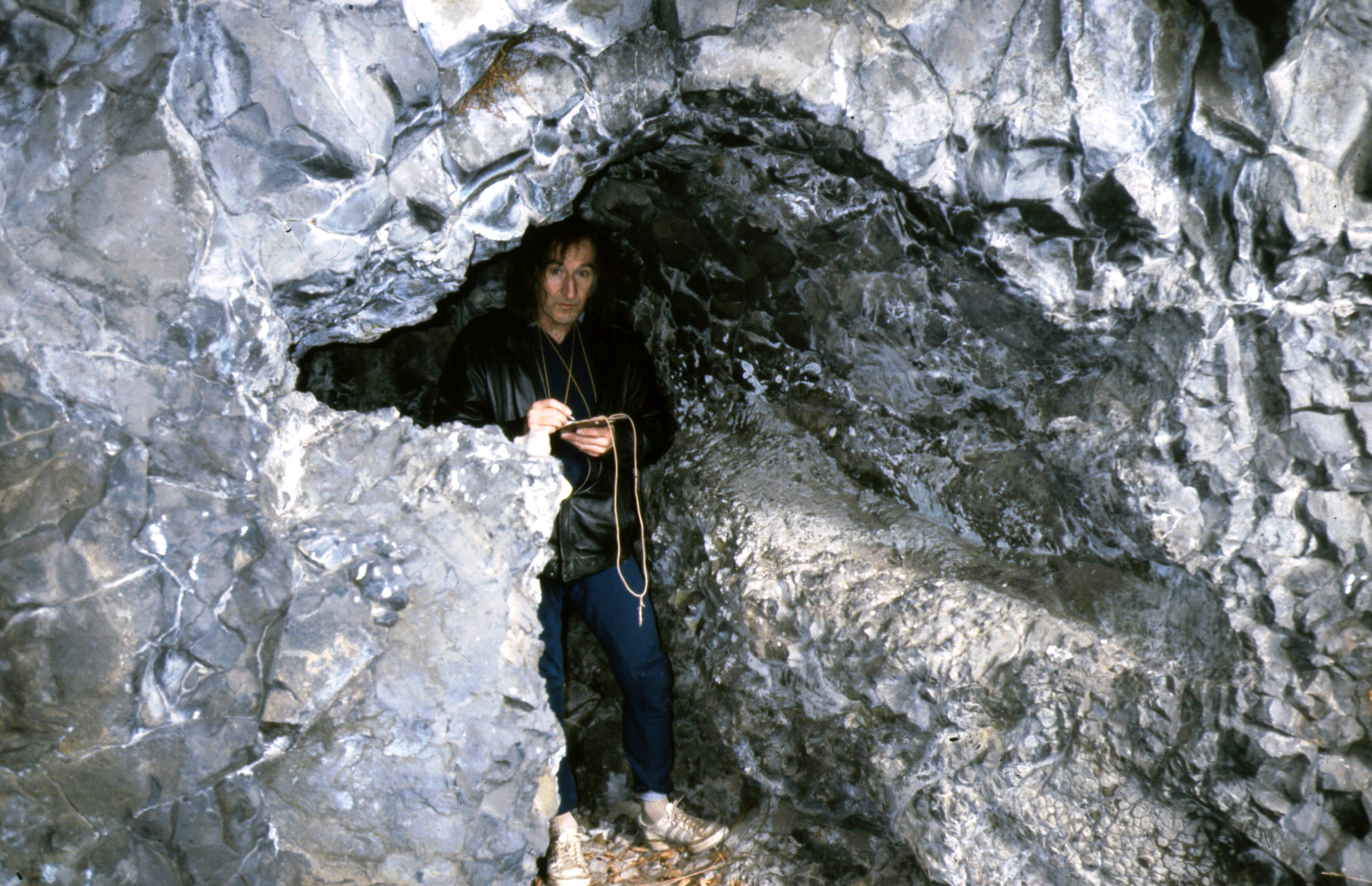
Claude Chabert † topographiant la grotte du Cuze à Charmensac, Cantal.
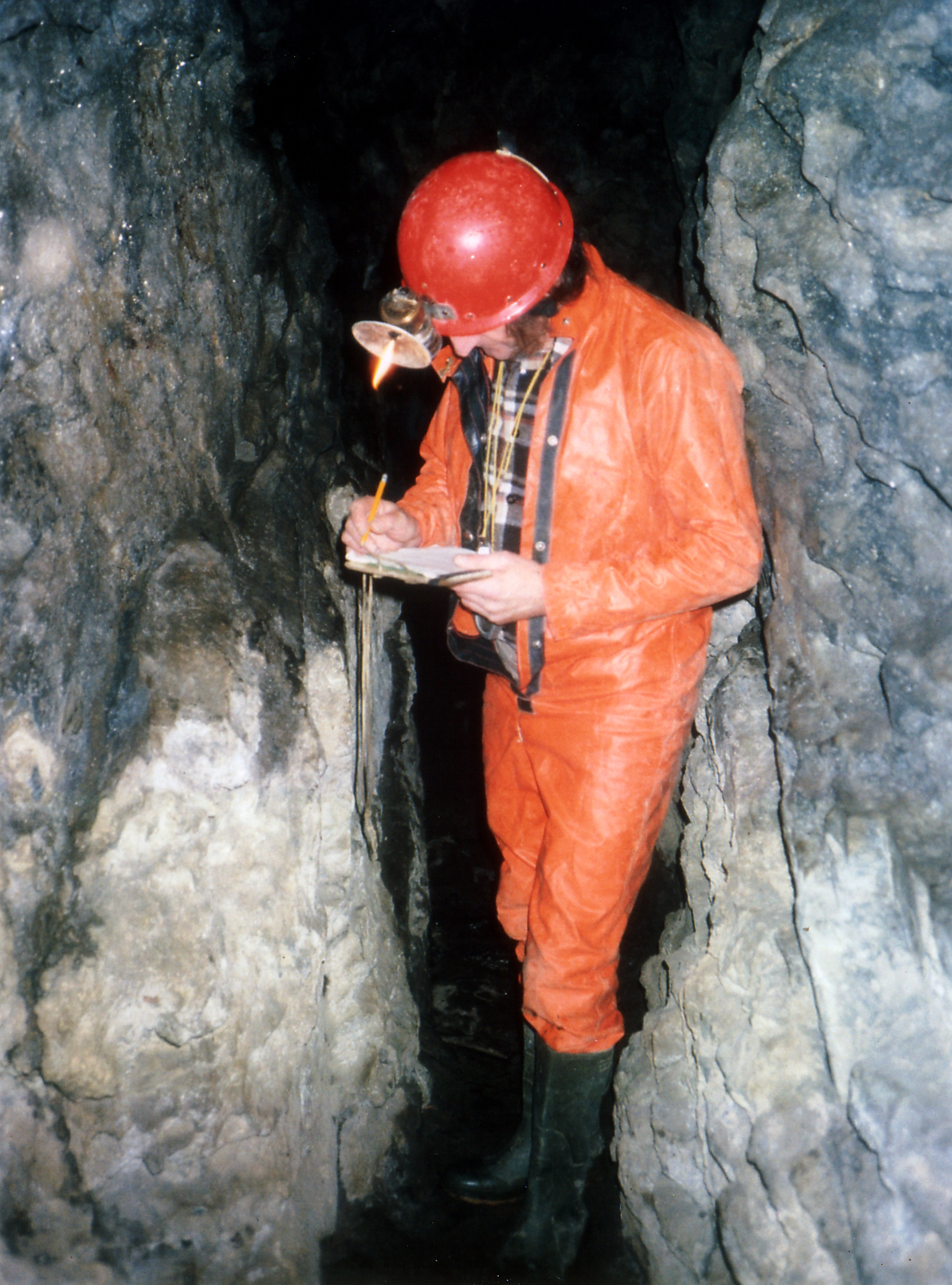
Claude Chabert † topographiant la grotte des Fées à Ferrières-sur-Sichon, Allier.
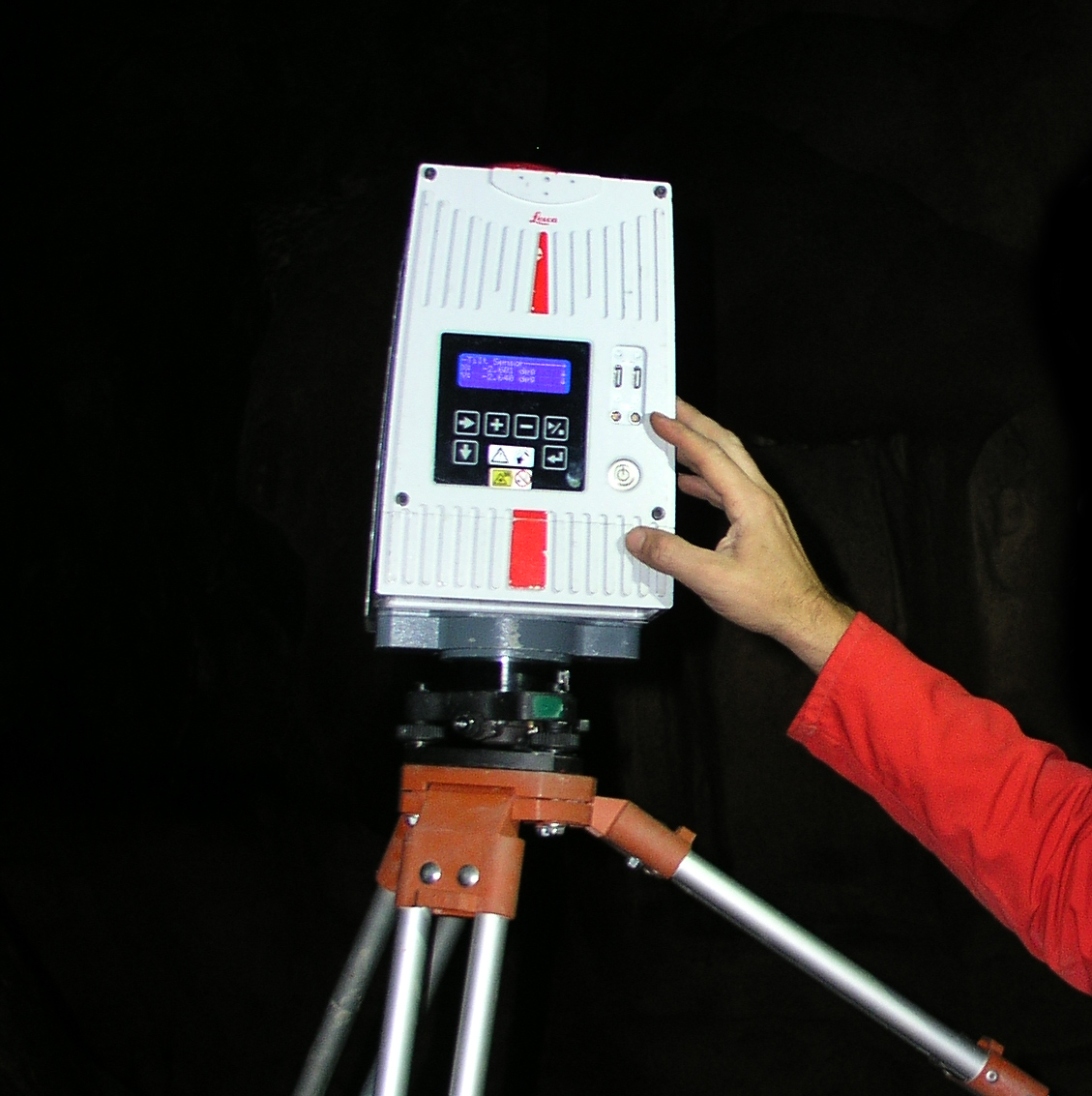
Utilisation d'un scanneur tridimensionnel dans la goule de Foussoubie, Vagnas, Ardèche.
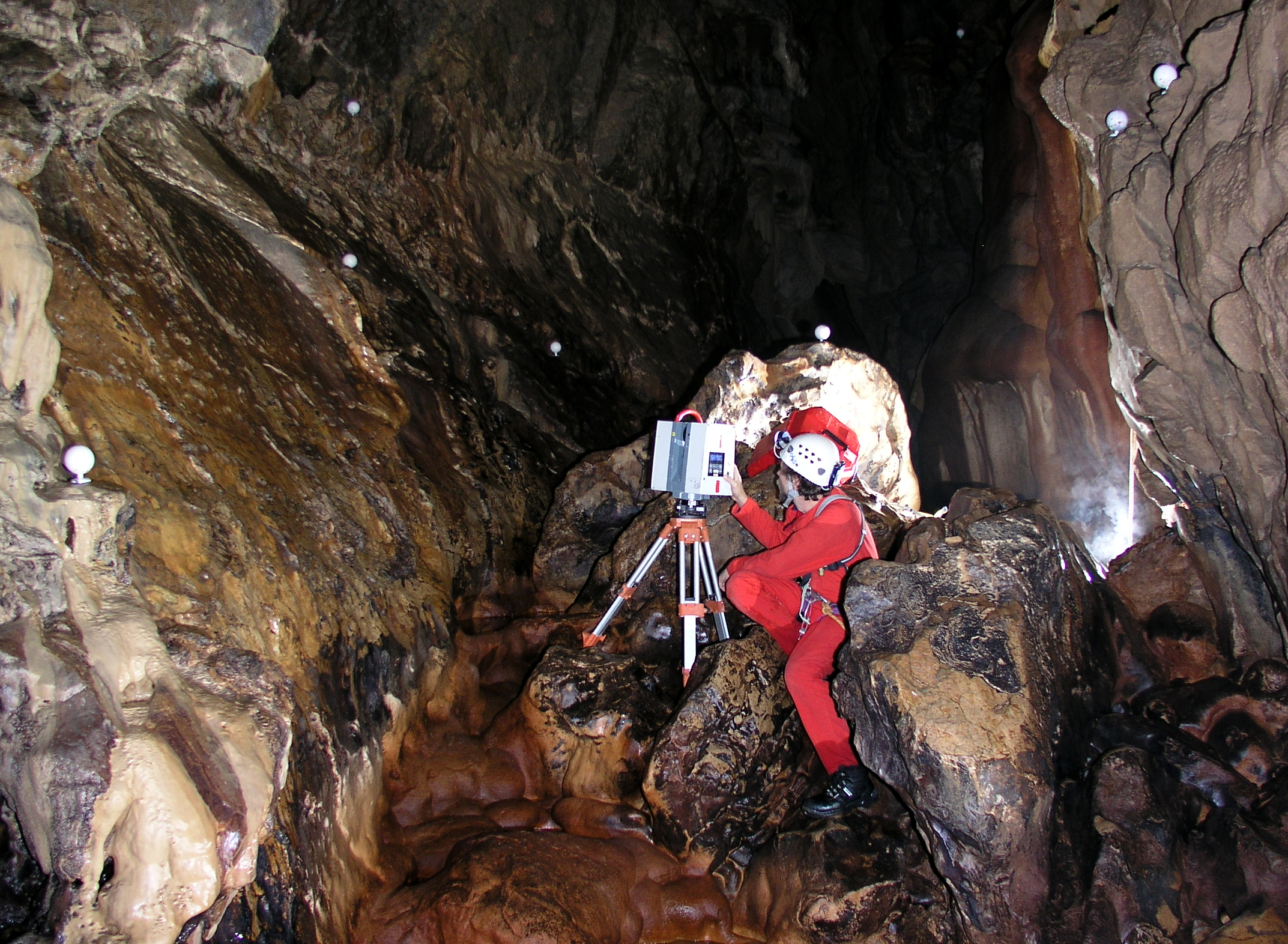
Numérisation 3D par balayage laser de la goule de Foussoubie, Vagnas, Ardèche.
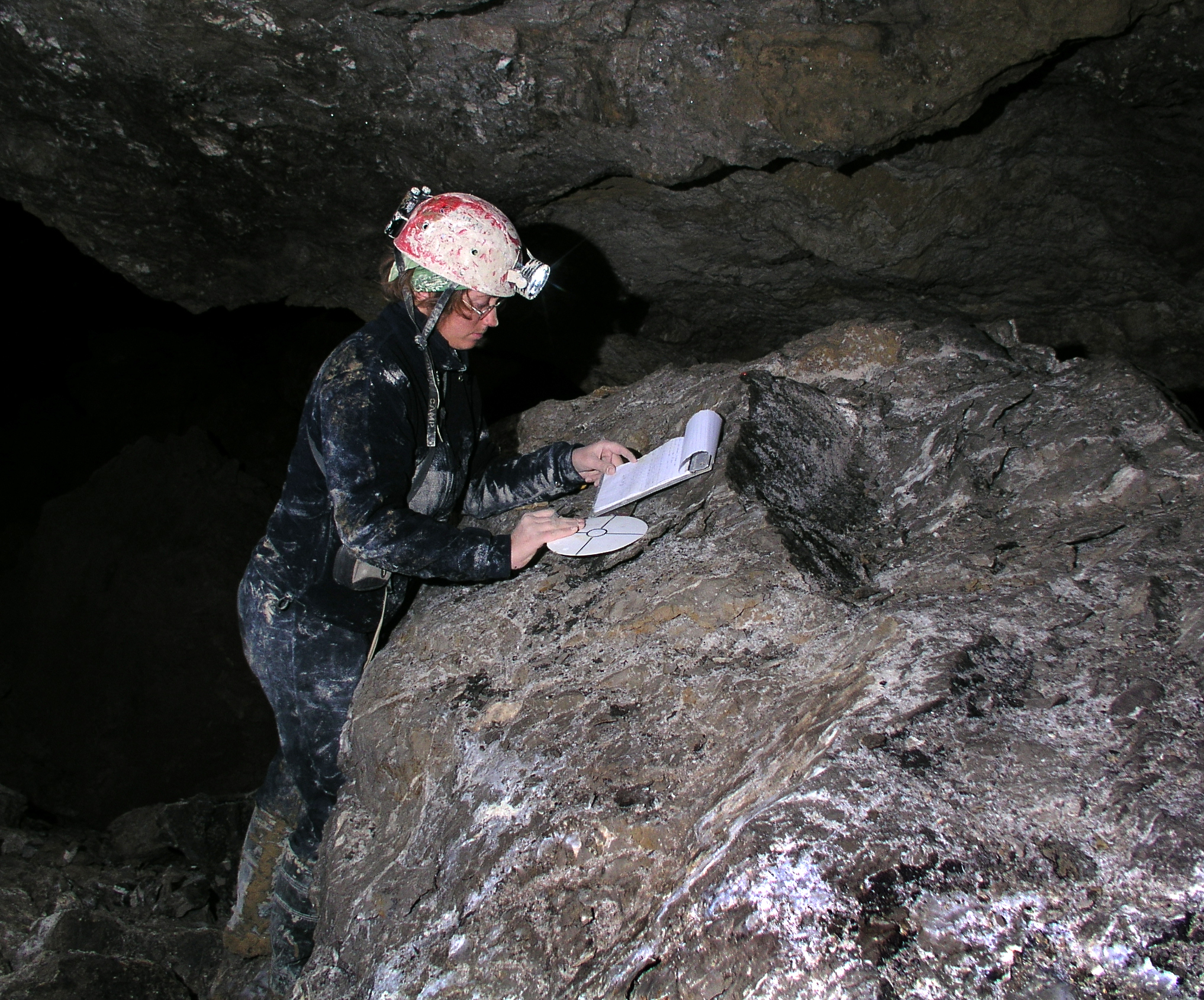
Relevé dans la grotte des Chamois, Castellet-lès-Sausses, Alpes-de-Haute-Provence.

Représentations, dessins et illustrations topographiques de grottes françaises
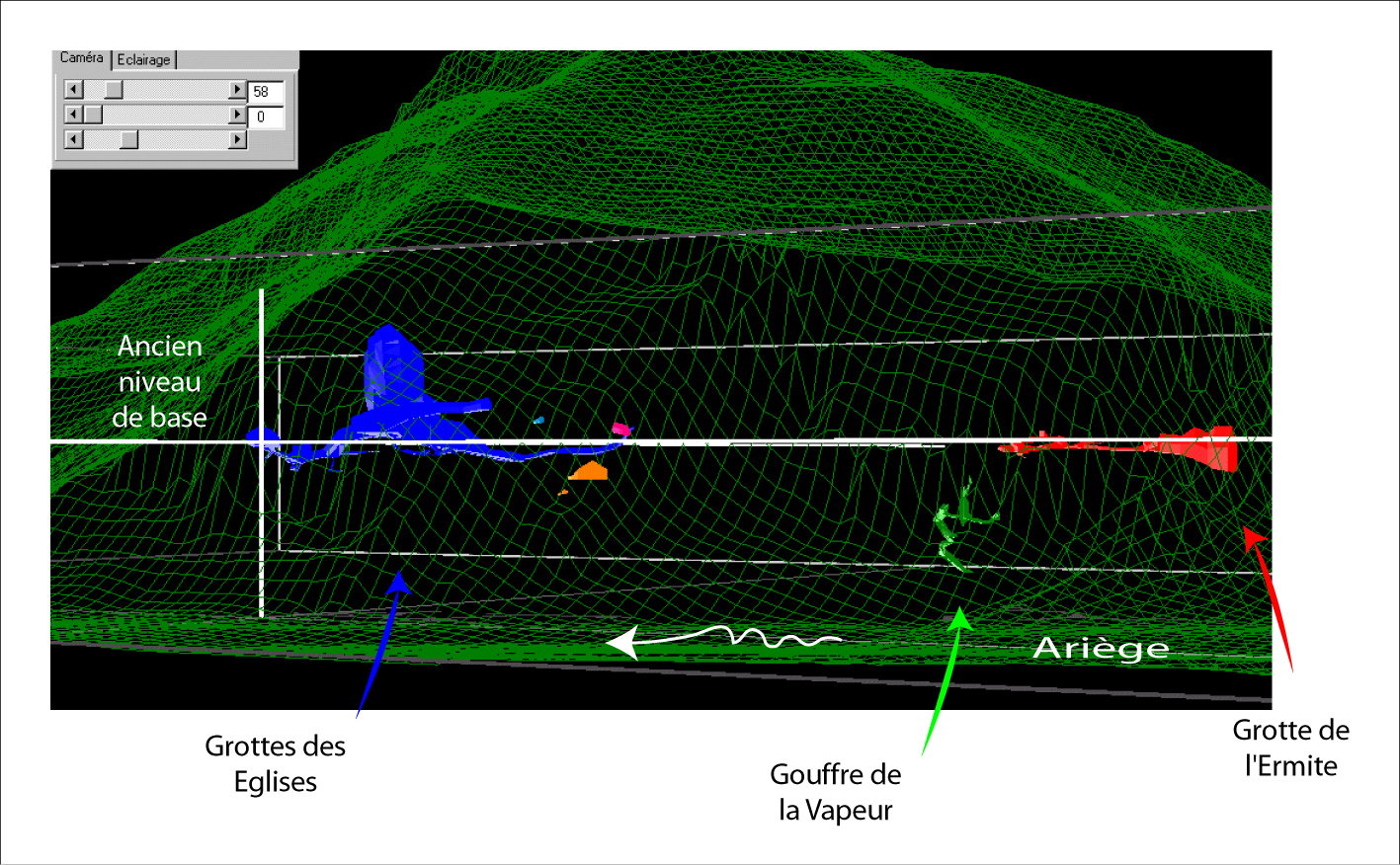
Modèle numérique de terrain (MNT) intégrant les grottes d'Ornolac-Ussat-les-Bains, Ariège (d'après GHTopo).
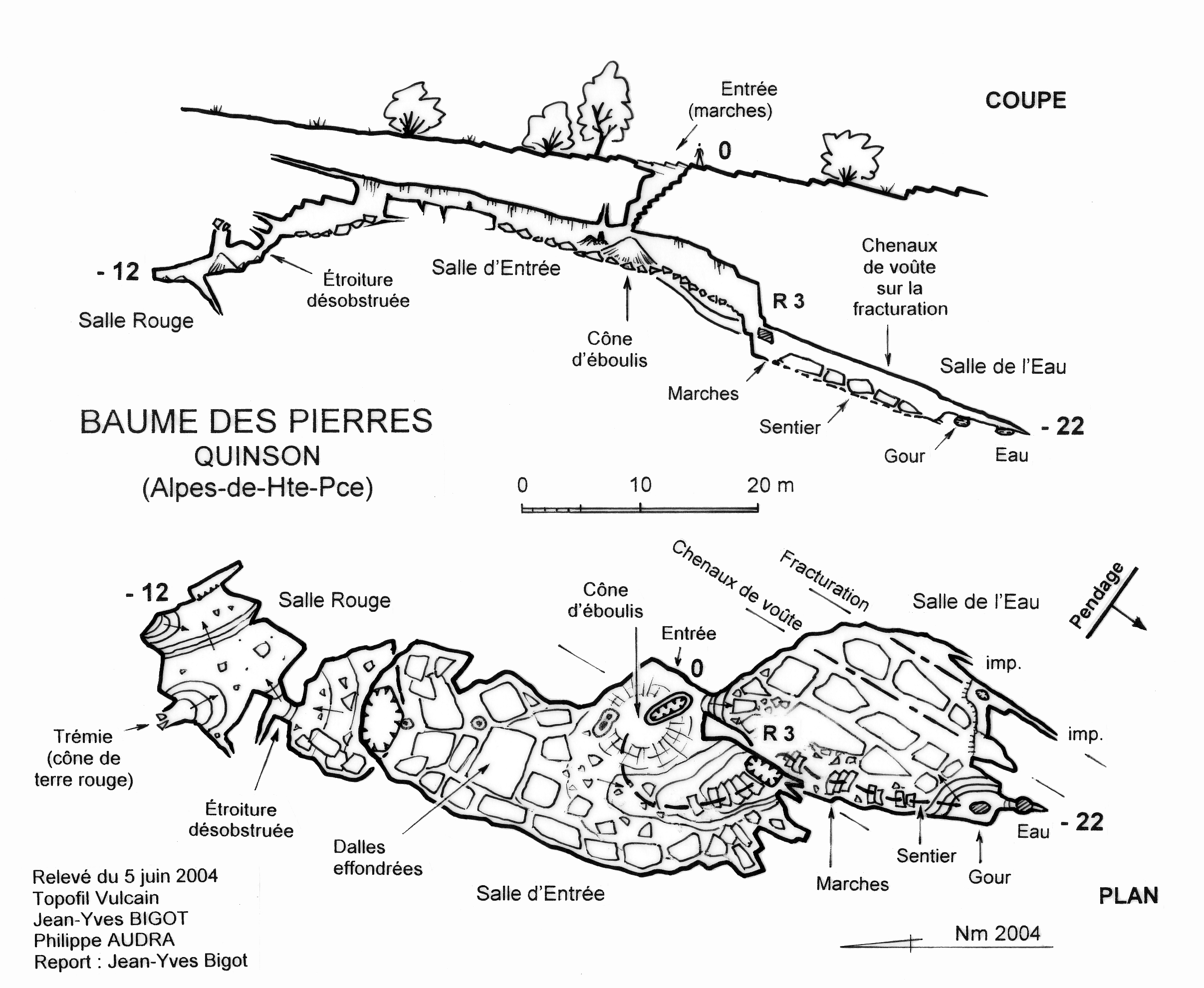
Topographie de la baume des Pierres, Quinson, Alpes-de-Haute-Provence.
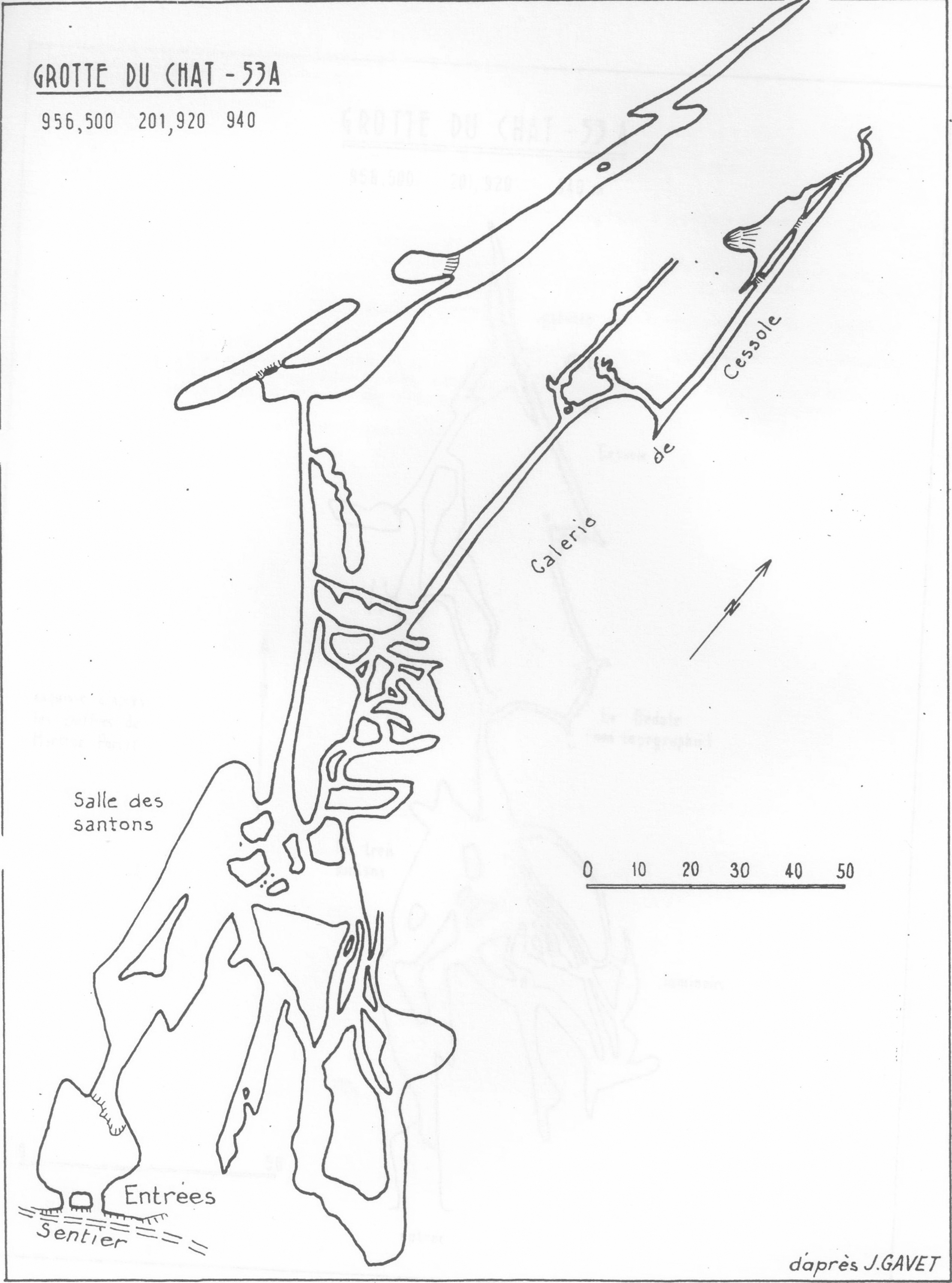
Plan de la grotte du Chat à Daluis, Alpes-Maritimes (d'après Jules Gavet,  fin XIXe).
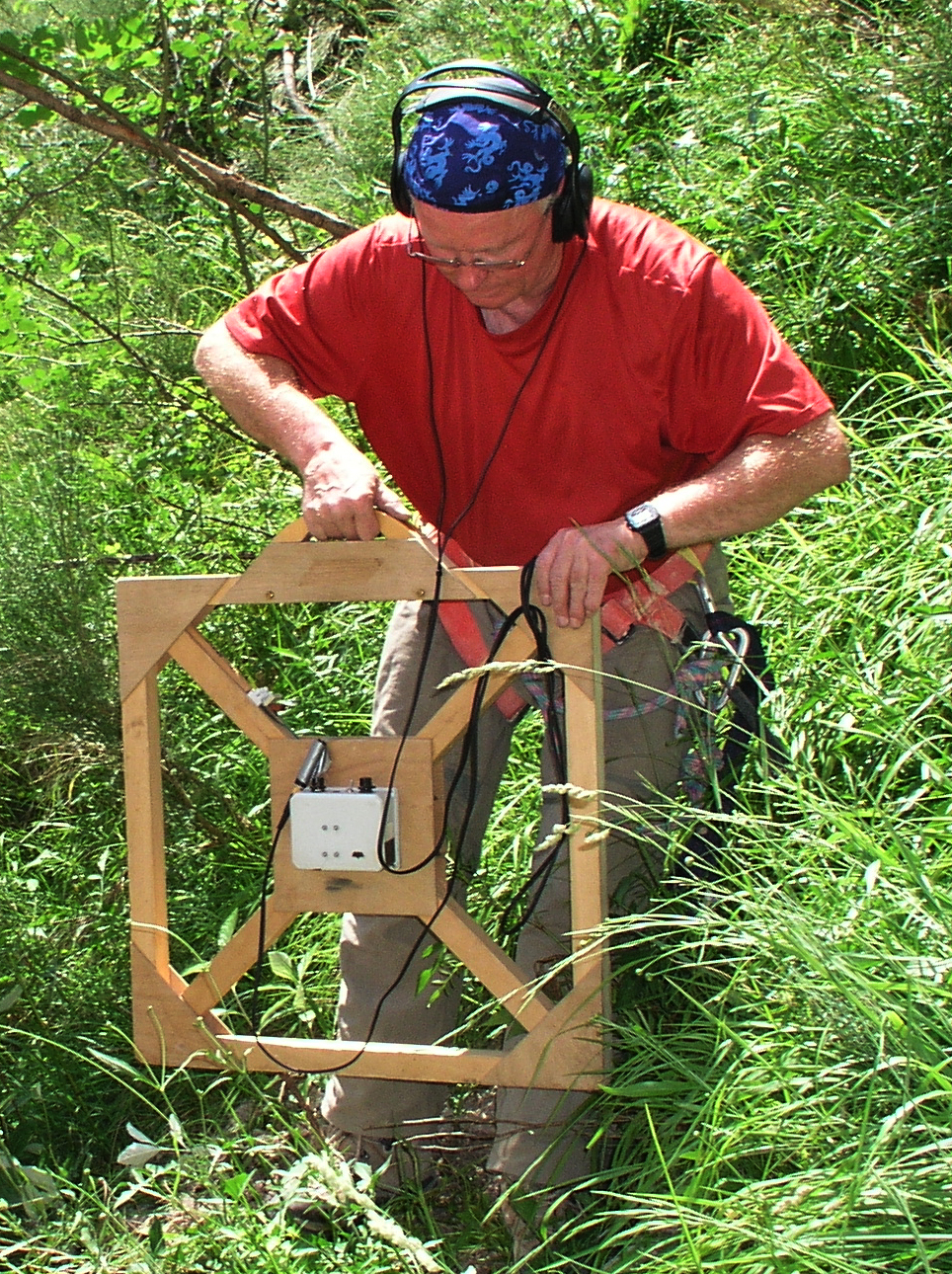
Radiolocalisation des galeries de la grotte des Chamois, Castellet-lès-Sausses, Alpes-de-Haute-Provence.
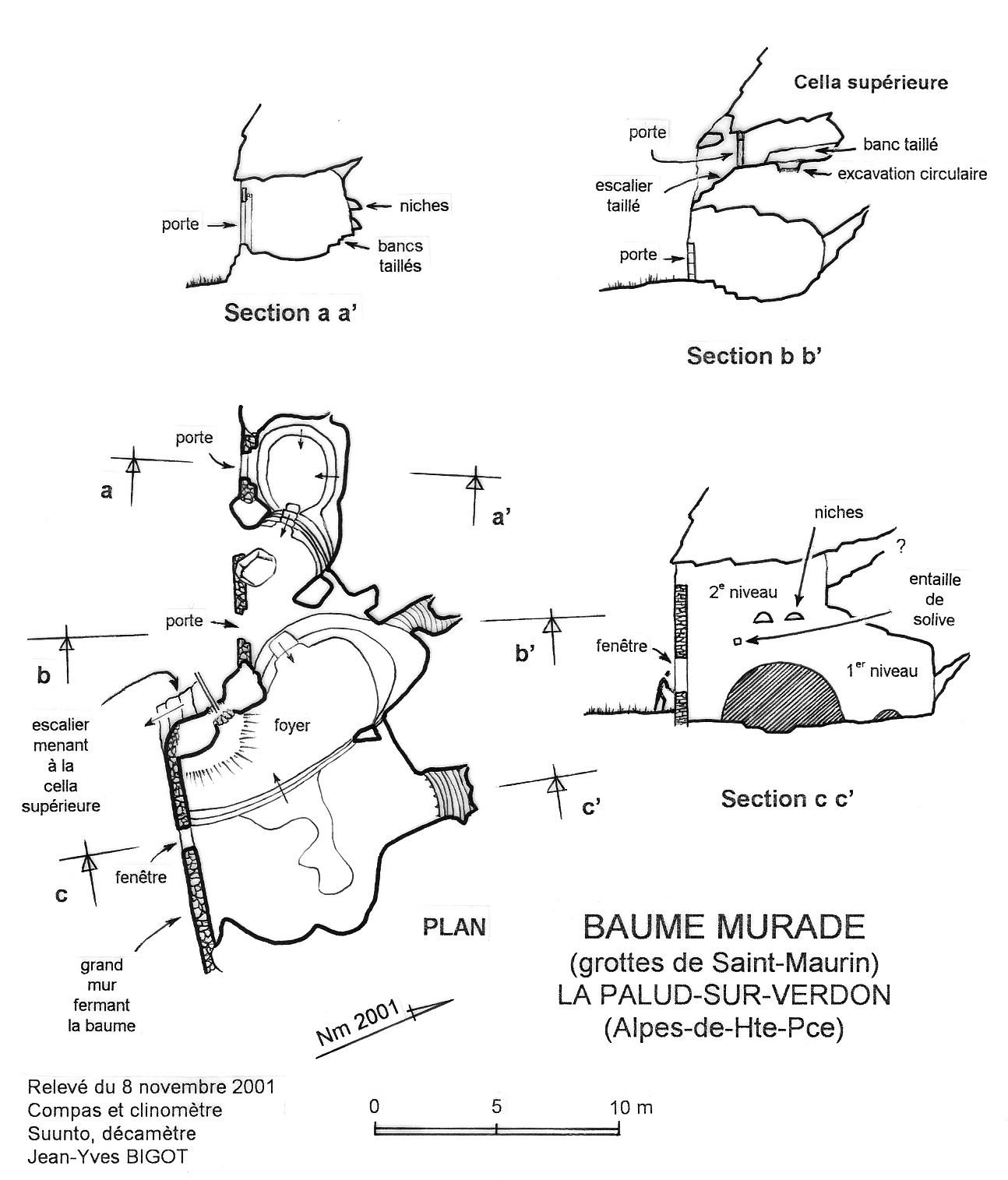
Topographie de la Baume Murade, La Palud-sur-Verdon, Alpes-de-Haute-Provence.
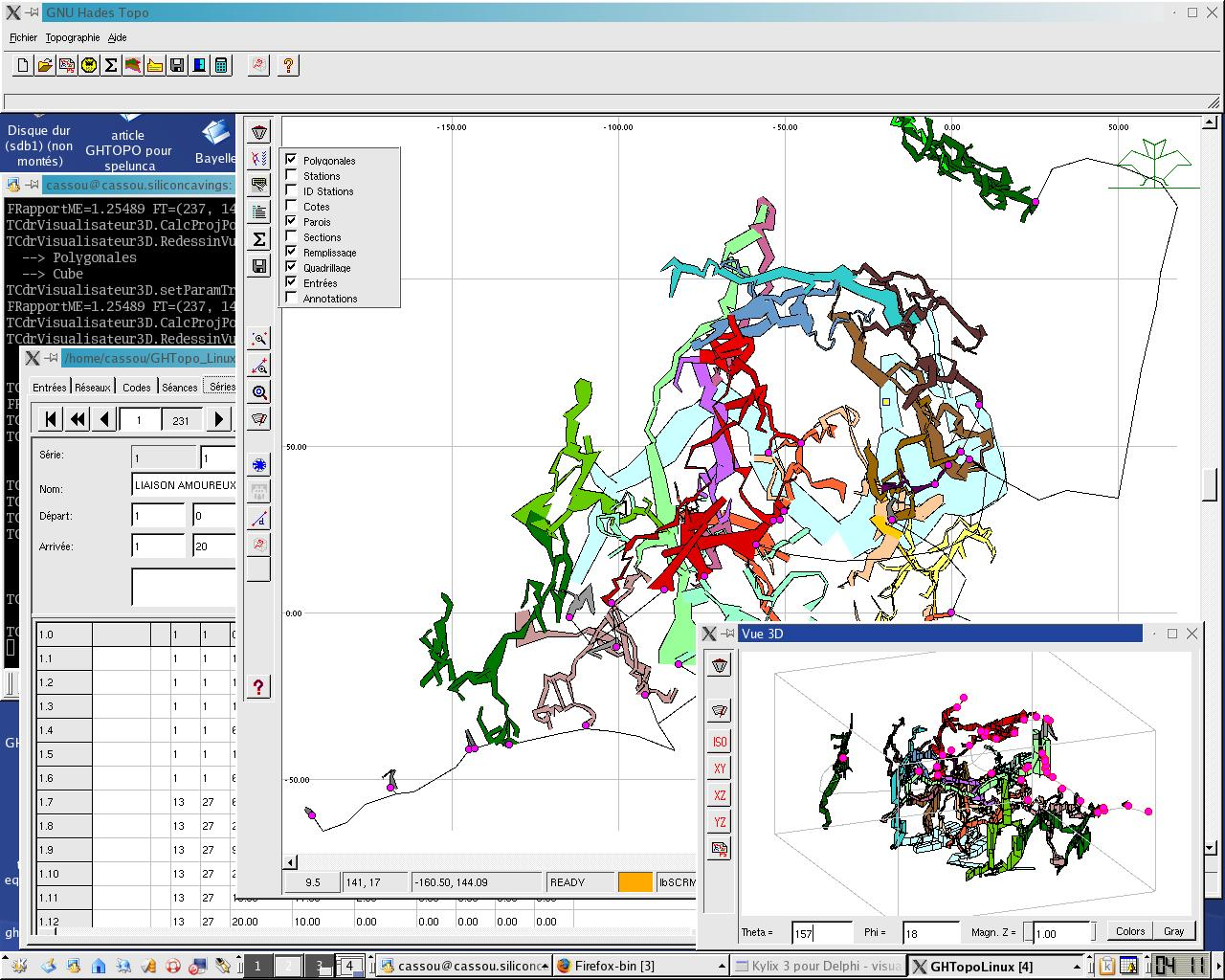
Vue de la grotte labyrinthique de Sakany, Quié, Ariège (d'après le logiciel GH Topo).